# Гребенюк, Василий Андреевич
Василий Андреевич Гребенюк (1924–2000) — советский государственный деятель. Заместитель Председателя Совета Министров Казахской ССР, депутат Совета Национальностей Верховного Совета СССР 10-11 созывов (1979—1989) от Казахской ССР. Депутат Верховного Совета Казахской ССР 11 созыва. Герой Социалистического Труда (1971). Кандидат технических наук. Член ЦРК КПСС (1981—1989).

## Биография
Родился 29 сентября 1924 года в Благовещенском районе Алтайского края.
Окончил Казахский горно-металлургический институт (1951), горный инженер.
Трудовую деятельность начал в 1942 году колхозником; служил в армии, участник Великой Отечественной войны (1942—1945 гг.); зав. сельской избой-читальный (1945-46 гг.).
После окончания института работал горным мастером, начальником участка, зам. главного инженера, главным инженером, начальником Маслянского рудника Зыряновского свинцового комбината (1951-63 гг.); директор Лениногорского полиметаллического комбината (1963—1973 гг.);
Первый заместитель министра цветной металлургии Казахской ССР (1973—1974 гг.); министр цветной металлургии Казахской ССР (1974—1979 гг.); первый заместитель Председателя Совет Министров Казахской ССР по общим вопросам (янв. 1979 г.- март 1987 г.).
С марта 1987 года по 1996 год В. А. Гребенюк жил в Москве, работал руководителем научно-технического коллектива АО «Энергосбережение».
Скончался в 2000 году в городе Москве. Похоронен на Троекуровском кладбище.

## Научные труды
В. А. Гребенюк — автор научных трудов в области разработки полезных ископаемых:
- «Система комплексной механизации взрывных работ „Алтай“» (1971 г.)
- «Справочник по горнорудному делу» (1983 г., в соавторстве)
- «Свинец фронтовой и мирный» (1991 г.).

## Награды
Герой Социалистического Труда (1971 г.), награждён орденами Октябрьской Революции, Ленина, Отечественной войны 1-й и 2-й степени, Трудового Красного Знамени трижды, медалями, лауреат премии Совета Министров СССР.